# Scarning
Scarning is een civil parish in het bestuurlijke gebied Breckland, in het Engelse graafschap Norfolk met 2906 inwoners.